# 卡贝萨博阿
卡贝萨博阿是葡萄牙布拉干萨区的一个堂区。总面积25.83平方公里，总人口469人，人口密度18.2人/平方公里。